# Sharknado 3: Oh Hell No!
Sharknado 3 Oh Hell No! es una película de 2015 de género comedia/suspense. Trata sobre un tornado marino que levanta los tiburones de los océanos y los esparce por Washington, D.C y Orlando, Florida. pero la NASA cree que los extraterrestres están de alguna manera involucrados con los sharknados. Fue emitida en el canal Syfy de Estados Unidos el 22 de julio de 2015, protagonizada por Ian Ziering, Tara Reid, Cassie Scerbo, Ryan Newman, Jack Griffo y David Hasselhoff.

## Argumento
Cuando una nueva oleada de sharknados amenaza la costa de Florida, Finley («Fin»), deberá una vez más arriesgar su vida para salvar la de su hija en plenas vacaciones, ya que los sharknados podrían unirse y formar un megasharknado mientras que espera el nacimiento de su tercer hijo con su esposa April.

## Elenco
- Ian Ziering - Finley "Fin" Shepherd
- Tara Reid - April Wexler
- Cassie Scerbo - Nova Clarke
- Ryan Newman - Claudia Shepherd
- Jack Griffo - Billy
- David Hasselhoff - Gilbert "Gil" Shepherd
- Frankie Muniz - Lucas
- Bo Derek - May
- Virginia Madsen - Harleen Quinn, ingeniera de la NASA
- Mark Cuban - Presidente de los Estados Unidos
- Chris Jericho - Bruce
- Dale Heidenreich - Xander
- Jon Voight - Víctor
- George R. R. Martin - Él mismo